# Eurypegasus papilio
Espèce
Statut de conservation UICN

 LC  : Préoccupation mineure
Eurypegasus papilio, communément appelé Poisson-papillon de la mer Hawaïenne, est un poisson téléostéen cuirassé, aux nageoires pectorales étalées comme des ailes.
Il est endémique de l'île d'Hawaii et mesure au maximum 7,6 cm.
Eurypegasus papilio vit dans des eaux de profondeur moyenne et se nourrit principalement d'aprion verdâtre.